# Temporada de furacões no Atlântico de 1857
A temporada de furacões no Atlântico de 1857 foi a primeira temporada documentada pelo HURDAT – o banco de dados oficial de furacões no Atlântico – a não apresentar grandes furacões.  Um total de quatro ciclones tropicais foram observados durante a temporada, três dos quais se transformaram em furacões. No entanto, na ausência de satélites modernos e outras tecnologias de sensoriamento remoto, apenas as tempestades que afetaram áreas de terra povoadas ou encontraram navios no mar são conhecidas, portanto, o total real pode ser maior. Um viés de subcontagem de zero a seis ciclones tropicais por ano entre 1851 e 1885 foi estimado. Além disso, a documentação de Jose Fernandez-Partagas e Henry Diaz incluiu um quinto ciclone tropical perto de Port Isabel, Texas ; esta tempestade já foi removida de HURDAT, pois provavelmente era o mesmo sistema do quarto ciclone tropical.
A primeira tempestade foi rastreada a partir de 30 de junho offshore da Carolina do Norte. Ele se moveu para o leste e foi notado pela última vez no dia seguinte. No entanto, nenhum ciclone tropical foi relatado no restante de julho ou agosto. A atividade foi retomada quando outra tempestade tropical foi localizada a sudeste das Bahamas em 6 de setembro. Ele se intensificou em um furacão antes de atingir a Carolina do Norte e foi observado pela última vez no norte do Oceano Atlântico em 17 de setembro. O SS Central America afundou no mar, afogando 424 passageiros e tripulantes. Outro furacão pode ter existido a leste da Carolina do Sul entre 22 de setembro e 26 de outubro, embora haja pouca informação disponível. O último ciclone tropical documentado foi inicialmente observado a leste das Pequenas Antilhas em 24 de setembro. Atravessou o Mar do Caribe e o Golfo do México, atingindo a Península de Yucatán e mais tarde Port Isabel, Texas. A tempestade se dissipou em 30 de setembro. No Texas, danos foram relatados em várias cidades perto da foz do Rio Grande.
A atividade da temporada foi refletida com uma classificação baixa de energia ciclônica acumulada (ECA) de 43. ECA é, em termos gerais, uma medida do poder do furacão multiplicado pelo tempo que ele existiu, então tempestades que duram muito tempo, assim como furacões particularmente fortes, têm ECAs altos. É calculado apenas em incrementos de seis horas em que os sistemas tropicais e subtropicais estão em ou acima das velocidades de vento sustentadas de 63 km/h, que é o limite para a intensidade das tempestades tropicais.

## Sistemas

### Tempestade tropical Um
O navio Star of the South experimentou fortes vendavais na costa leste dos Estados Unidos em 30 de junho. HURDAT lista o primeiro ciclone tropical da temporada começando em 0000 UTC, enquanto localizado a cerca de 160 km (100 mi) sudeste de Cape Hatteras, Carolina do Norte. A tempestade moveu-se ligeiramente ao norte de leste com ventos de 97 km/h (60 mph). Foi anotado pela última vez por volta de 425 km ao norte-noroeste das Bermudas pela casca Virgínia no final de 1 de julho.

### Furacão Dois
O furacão S.S. Desastre América Central de 1857
Uma tempestade tropical foi observada pela primeira vez a leste das Bahamas em 6 de setembro. Moveu-se lentamente para o noroeste em direção à costa dos Estados Unidos e atingiu a força do furacão no início de 9 de setembro. O ciclone continuou viajando para o noroeste ao longo da costa dos Estados Unidos, tornando-se um furacão de categoria 2 ao largo da costa da Geórgia em 11 de setembro. Em 13 de setembro, o ciclone atingiu a costa perto de Wilmington, Carolina do Norte, mas rapidamente se enfraqueceu para uma tempestade tropical e virou para o leste no Atlântico em 14 de setembro. Ao longo de 15 de setembro, enquanto sobre a água, a tempestade recuperou a força do furacão e continuou para o norte antes de se tornar extratropical no meio do Atlântico em 17 de setembro.
O furacão causou muitos danos costeiros, especialmente na área de Cape Hatteras durante 9 e 10 de setembro e depois em outras partes da costa da Carolina do Norte. Inundações foram relatadas em New Bern. Danos consideráveis pelo vento também ocorreram. Um artigo do Wilmington Journal relatou que, "Parecia que tudo o que poderia ser derrubado, estava para baixo. Cercas foram prostradas em todas as direções, e as ruas cheias de galhos e corpos de árvores arrancadas ou torcidas.". Vários navios foram pegos em mares agitados da Costa Leste dos Estados Unidos. O Norfolk foi abandonado em pedaços dez milhas ao sul de Chincoteague na manhã de 14 de setembro. Mais ao sul, em setembro Em 11 de novembro, o furacão atingiu o navio a vapor América Central, que teve um vazamento e acabou afundando na noite de 12 de setembro com a perda de 424 passageiros e tripulantes. Também a bordo do navio estavam 30 000 libras de ouro, cuja perda contribuiu para o pânico financeiro de 1857.

### Furacão Três
Com base em relatórios de latidos do Aeronauta e da escuna Alabama indicando forte vendaval, Partagas e Diaz identificaram uma furacão categoria 1 por volta de 650 km a leste de Charleston, Carolina do Sul entre 22 de setembro e 26 de setembro. Velocidades de vento sustentadas de 130 km/h (80 mph) foram observados. Nenhuma evidência foi encontrada para uma trilha de tempestade, então o furacão foi atribuído a uma posição estacionária, na latitude 32,5°N, 3,5°W. Entre os navios que enfrentaram o furacão estava o brigue Jerome Knight, que teve um vazamento e afundou na noite de 22 de setembro.

### Furacão Quatro
O ciclone tropical final foi observado pela primeira vez em 0000 UTC em 24 de setembro, enquanto localizado a cerca de 680 km (420 mi) a leste de Guadalupe. Inicialmente uma tempestade tropical, fortaleceu-se ligeiramente antes de cruzar as Ilhas Leeward em 25 de setembro. Em Guadalupe, vários navios no porto de Basseterre foram arrastados para o mar. Continuando para o leste, a tempestade logo entrou no mar do Caribe. No início de 26 de setembro, o sistema se fortaleceu em um furacão. Em 28 de setembro, estava a oeste das Ilhas Cayman e atingiu a força categoria 2. A tempestade enfraqueceu para uma tempestade tropical depois de passar por Cancún no início de 29 de setembro e atingiu a costa do Golfo, perto da fronteira dos Estados Unidos com o México – com essa força no dia seguinte antes de se dissipar. Em Port Isabel, Texas, várias centenas de casas foram destruídas e várias cidades perto da foz do Rio Grande também sofreram danos.